# Telema tenella
Telema tenella és una espècie d'aranyes araneomorfs de la família dels telèmids (Telemidae). Fou descrit per primera vegada per Eugène Simon l'any 1882.

## Distribució
Aquesta espècie és endèmica dels Pirineus. Es troba en coves del massís del Canigó, als Pirineus Orientals a França i de la província de Girona a Catalunya (Espanya). A França se la troba sobretot cap a Montferrer i La Preste en diverses coves i en una mina.

## Descripció
Telema tenella fa de 1,5 mm a 2,5 mm. Aquesta espècie troglobia no té ni ulls ni pulmons en llibre. L'abdomen és curt, globulós, amb una regió epigàstrica convexa, dos parells d'estigmes traqueals ventrals, un colulus, sis fileres terminals i presenta una estranya coloració d'un blau-verd "ampolla" subratllada per diversos autors (Simon, 1882; Fage, 1913; Lopez, 1977).       
Telema tenella present no només un interès patrimonial en tant que és una aranya troglobia, endèmica i un "fòssil vivent" però també un interès anatomofisiològic per la producció i l'ús d'espermatòfors.

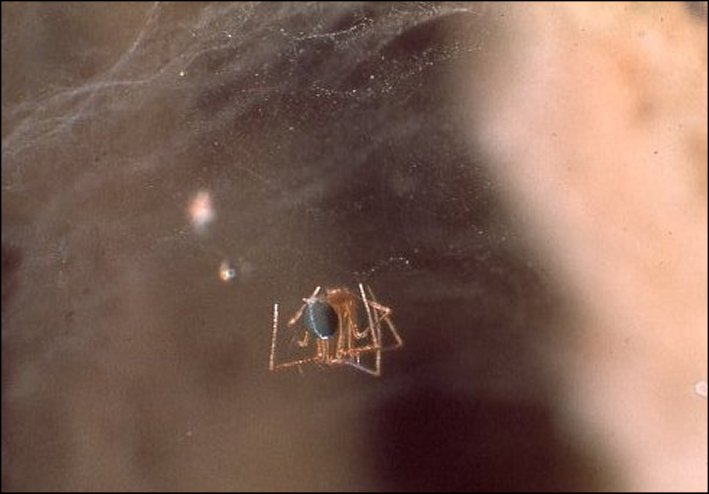
Fig.3 - Telema femella sobre la seva tela

Telema tenella instal·la la seva tela en llocs molt variats. La femella edifica capolls per a la posta d'ous. Són molt petits; mesuren de 1,5 a 1,8 mm de diàmetre, i els fixa en una disposició aleatòria, ja sigui vertical a horitzontal. Cada capoll conté algunes vegades un sol ou, però més sovint dos i, sobretot, tres o quatre. Una femella construeix cada any un nombre mitjà de quatre capolls.